# Шимановский, Николай Львович
Никола́й Льво́вич Шимано́вский (род. 19 марта 1951) — российский молекулярный фармаколог. Член-корреспондент РАН (с 2014, членкор РАМН с 1997), доктор медицинских наук, профессор, заведующий кафедрой молекулярной фармакологии и радиобиологии им. академика П. В. Сергеева медико-биологического факультета РНИМУ им. Н.И. Пирогова, член учёного совета университета.
Также с 2003 года директор Международного центра теоретической медицины.
Член диссертационного совета Д208.072.01 при РНИМУ им. Н. И. Пирогова. Член Специализированной комиссии Фармакологического государственного комитета по диагностическим средствам.
Главный редактор «Химико-фармацевтического журнала». Член редколлегий журналов «Экспериментальная и клиническая фармакология», «Лекарственные средства», «Медицинские технологии». Член научно-редакционного совета РЛС «Энциклопедия лекарственных средств».
При его участии был получен первый оригинальный российский магнитно-резонансный контрастный препарат «Дипентаст», созданный на основе металла-лантаноида гадолиния.

### Работы
- Сергеев П. В., Свиридов Н. К., Шимановский Н. Л. Рентгеноконтрастные средства. М.: Медицина, 1980.
- Сергеев П. В., Шимановский Н. Л. Рецепторы. М.: Медицина, 1987.
- Сергеев П. В., Свиридов Н. К., Шимановский Н. Л. Контрастные средства. М.: Медицина, 1993.
- Сергеев П. В., Галенко-Ярошевский П. А., Шимановский Н. Л. Очерки биохимической фармакологии. М.: Фармединфо, 1996.
- Сергеев П. В., Шимановский Н. Л., Петров В. И. Рецепторы. Москва-Волгоград, «Семь ветров», 1999.
- Сергеев П. В., Петров В. И., Шимановский Н. Л. Очерки отечественной фармакологии. М., 2001.
- Сергеев П. В., Поляев Ю. А., Юдин А. Л., Шимановский Н. Л. Контрастные средства. М., 2007.